# Josef von Glebocki
Josef von Glebocki, polnisch: Józef Głębocki, (* 19. März 1856 in Psarskie; † 27. November 1903) war Gutsbesitzer und Mitglied des Deutschen Reichstags.

## Leben
Glebocki besuchte das Mariengymnasium in Posen und studierte fünf Jahre an der Universität Breslau Geschichte und Geographie. Danach war er Gutsbesitzer auf Czerlejno. 1896 war er ein Jahr hindurch interimistischer Chef-Redakteur der Dziennik Posnanski in Posen.
Ab 1893 war er Mitglied des Preußischen Abgeordnetenhauses und ab 1898 des Deutschen Reichstags für den Wahlkreis Regierungsbezirk Posen 7 (Schrimm, Schroda). Er starb am 27. November 1903 vor dem Zusammentreten des Reichstags.